# Adolph Doebber
 (septembre 2022).
Si vous disposez d'ouvrages ou d'articles de référence ou si vous connaissez des sites web de qualité traitant du thème abordé ici, merci de compléter l'article en donnant les références utiles à sa vérifiabilité et en les liant à la section « Notes et références ».
Adolf Doebber (né le 20 août 1848 à Magdebourg et mort le 22 avril 1920 à Weimar) est un architecte, fonctionnaire et historien de l'architecture prussien.

## Biographie
Après avoir obtenu son diplôme du lycée Guilllaume de Berlin en 1868, il étudie à l'académie d'architecture de Berlin. En 1876, il réussit l'examen de maître d'œuvre, puis travaille à la construction de l'école des cadets de Lichterfelde et est ensuite employé par l'administration de l'armée à Spandau.
En 1892, il devient directeur et agent d'immeuble pour la direction du 3e corps d'armée. En 1898, il prend sa retraite afin de pouvoir se consacrer entièrement à ses études d'histoire de l'architecture ; En 1918, il s'installe à Weimar.
Il étudie l'architecture du classicisme à Berlin et en particulier sa relation avec Weimar et Goethe, par exemple il publie sur l'architecte Heinrich Gentz, qui a construit le théâtre de Lauchstädt (de) et le château de Weimar.

## Éditions
- Lauchstädt und Weimar. Eine theaterbaugeschichtliche Studie. Mittler, Berlin 1908.
- Die Berliner „Alte Münze“ und ihr Erbauer. In: Alt-Berlin. Mitteilungen des Vereins für die Geschichte Berlins 26, 1909, S. 27–36 (Digitalisat).
- Das Schloß in Weimar. Seine Geschichte vom Brande 1774 bis zur Wiederherstellung 1804 (= Zeitschrift des Vereins für Thüringische Geschichte und Altertumskunde Neue Folge Supplementheft 3). G. Fischer, Jena 1911 (Digitalisat).
- Kunst- und Baudenkmäler im Tessin. In: Wochenschrift des Architekten-Vereins zu Berlin 2, 1907, Nr. 11–14.
- Die Entwürfe zum Denkmal für Friedrich den Großen in Berlin. In: Zentralblatt der Bauverwaltung 32, 1912, S. 334–337. 341–342, disponible sur Internet Archive.
- Das Innere des alten Weimarer Theaters. In: Goethe-Jahrbuch 33, 1912, S. 152–157 (Digitalisat).
- Studienreisen in Sizilien und Besteigung des Ätna im Jahre 1792. Sonderdruck aus dem Manuskript. Sittenfeld, Berlin [um 1914].
- Heinrich Gentz, ein Berliner Baumeister um 1800. Heymann, Berlin 1916.
- Joseph Furttenbach der Ältere als Theater- und Schulhausbaumeister. In: Zentralblatt der Bauverwaltung 37, 1917, S. 57–60 (Digitalisat).
- Goethe und sein Gut in Ober-Roßla. Nach den Akten im Goethe- und Schiller-Archiv u. im Geh. Haupt- und Staats-Archiv zu Weimar. In: Jahrbuch der Goethe-Gesellschaft 6, 1919, S. 195–239 (Digitalisat).
- Schinkel und Goethe. Ein Gedenkblatt zum 13. März. In: Zentralblatt der Bauverwaltung. 39, 1919, S. 113–115 (Digitalisat)
- Gilly, David. In: Ulrich Thieme, Fred. C. Willis (Hrsg.): Allgemeines Lexikon der Bildenden Künstler von der Antike bis zur Gegenwart. Begründet von Ulrich Thieme und Felix Becker. Band 14: Giddens–Gress. E. A. Seemann, Leipzig 1921, S. 48 (Textarchiv – Internet Archive).
- Gilly, Friedrich. In: Ulrich Thieme, Fred. C. Willis (Hrsg.): Allgemeines Lexikon der Bildenden Künstler von der Antike bis zur Gegenwart. Begründet von Ulrich Thieme und Felix Becker. Band 14: Giddens–Gress. E. A. Seemann, Leipzig 1921, S. 48–49 (Textarchiv – Internet Archive).
- Gontard, Karl Philipp Christian von. In: Ulrich Thieme, Fred. C. Willis (Hrsg.): Allgemeines Lexikon der Bildenden Künstler von der Antike bis zur Gegenwart. Begründet von Ulrich Thieme und Felix Becker. Band 14: Giddens–Gress. E. A. Seemann, Leipzig 1921, S. 372–373 (Textarchiv – Internet Archive).
- Schinkel in Weimar. In: Jahrbuch der Goethe-Gesellschaft 10,1924, S. 103–130 (Digitalisat).